# 雞皮疙瘩 (2023年電視劇)
《雞皮疙瘩》（英語：Goosebumps）是一部美國恐怖串流媒體電視連續劇，改編自R·L·斯坦同名小說，由羅勃·賴特曼和尼古拉斯·斯托勒創作。2023年10月13日於Disney+和Hulu播出。 

## 製作
2020年，索尼影業宣布將與Original Film和學樂娛樂一起開發《雞皮疙瘩》書籍的系列劇，這三家公司都曾製作過《怪物遊戲》和《怪物遊戲2：妖獸讚》，兩部作品皆改編自原作，由索尼動畫發行。2022年，第一部電影的導演萊特曼與斯托勒一起創造該系列劇。

## 播出
2023年10月13日，該作在Disney+和Hulu上同時上線五集，此後每週五15:00（UTC+8）更新一集，於2023年11月17日上線最後兩集，全劇共十集。

## 集數列表
| 集數 | 標題              | 播出日期       |
| ---- | ----------------- | -------------- |
| 1    | 笑，然後去死吧    | 2023年10月13日 |
| 2    | 面具有鬼          | 2023年10月13日 |
| 3    | 末日布谷鳥鐘      | 2023年10月13日 |
| 4    | 去吃蟲吧          | 2023年10月13日 |
| 5    | 讀者小心          | 2023年10月13日 |
| 6    | 木乃伊復活夜      | 2023年10月20日 |
| 7    | 令自己起雞皮      | 2023年10月27日 |
| 8    | 你嚇不了我        | 2023年11月3日  |
| 9    | 木乃伊復活夜:下集 | 2023年11月10日 |
| 10   | 歡迎來到恐怖城    | 2023年11月17日 |

## 評價
評論聚合網站爛番茄在7條評論中，本片獲得了74%的新鮮度，平均得分6.7/10。 該網站的影評者一致認為，「邪惡的發明足以讓觀眾毛骨悚然，如果不是噩夢，雞皮疙瘩穩固的移植 R·L·斯坦把恐怖的故事變成了序列化的格式。」在Metacritic上根據7個評論者得分，加上加權分後，平均值為61分（满分100分），代表「普遍好評」。

## 外部連結
在Disney+上觀看《雞皮疙瘩》